# John Voight (Leichtathlet)
John Voight (John Wesley Voight Jr.; * 22. September 1926 in Baltimore; † 9. Juni 1993 in Washington, D.C.) war ein US-amerikanischer Sprinter, der sich auf den 400-Meter-Lauf spezialisiert hatte.
1951 wurde er bei den Panamerikanischen Spielen in Mexiko-Stadt Vierter über 400 m und siegte mit der US-amerikanischen Mannschaft in der 4-mal-100-Meter-Staffel sowie in der 4-mal-400-Meter-Staffel.
Seine persönliche Bestzeit von 47,1 s stellte er am 6. Mai 1950 in Fayetteville auf.